# Erik Vendt
Erik Vendt (Wellesley, 9 de janeiro de 1981) é um nadador norte-americano, ganhador de três medalhas em Jogos Olímpicos, uma de ouro.